# Tabla de cortar

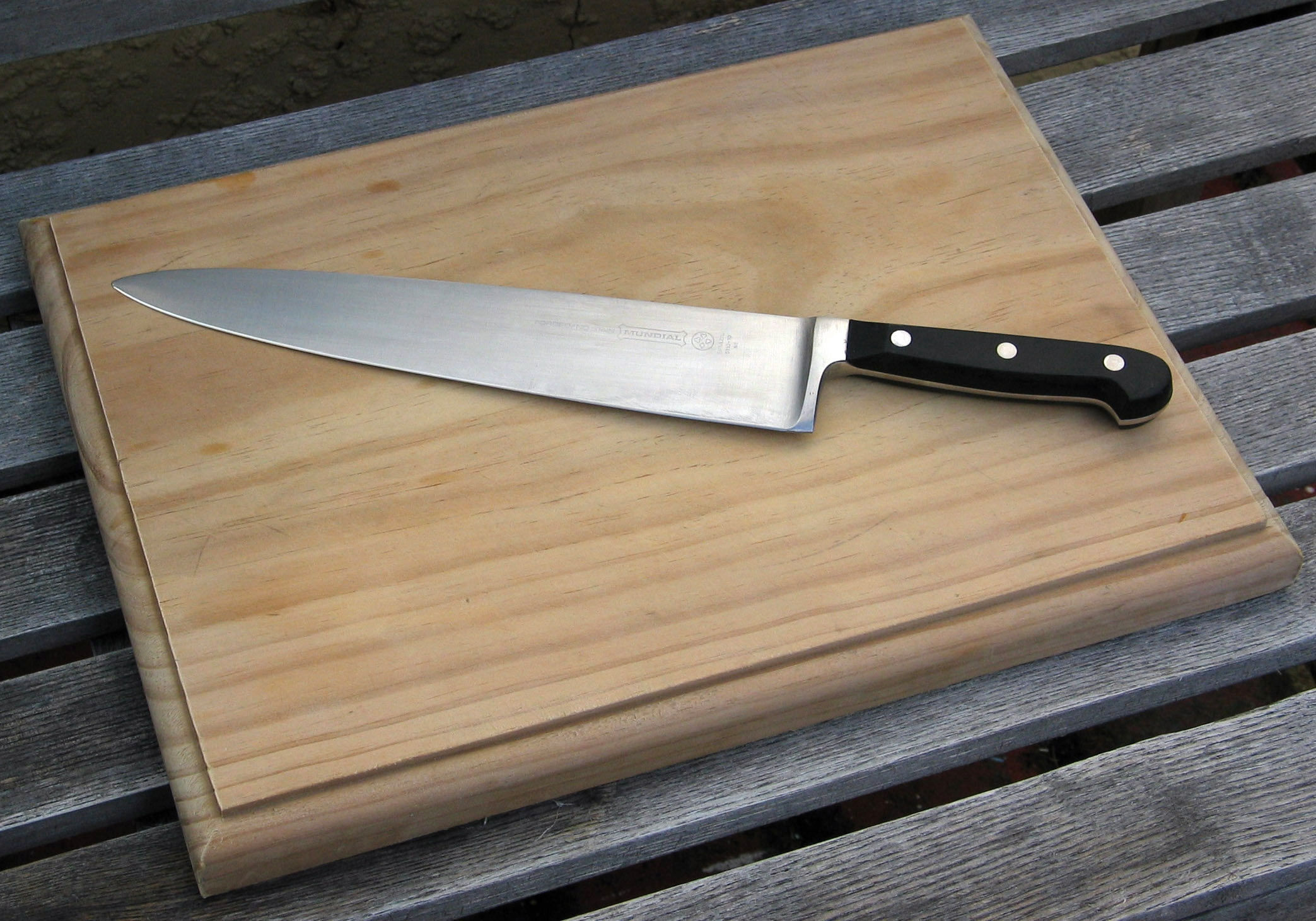
Cuchillo de cocina sobre una tabla de cortar de madera.

La tabla de cortar o tabla de picar es un utensilio plano empleado en la cocina principalmente para cortar y picar alimentos. Suele ser de madera o plástico y cumple una misión doble: proporcionar una superficie plana, segura y homogénea para las operaciones de corte y rebanado y proteger a su vez el mobiliario de cocina. Se emplea como soporte de corte de diferentes verduras y despiece de carnes y pescados.

## Cuidados e higiene
La tabla de cortar requiere cuidados higiénicos especiales porque es un instrumento de cocina por el que pasan diversos alimentos y por ello conviene mantenerla lo más seca posible (sobre todo en los pliegues) para que no se mezclen los distintos sabores ni se propaguen bacterias. Es por esa razón que:
- De vez en cuando se la debe limpiar con una solución de lejía.
- Si se trata de una tabla de madera, es aconsejable que de tanto en tanto se emplee algún aceite vegetal para tapar poros.
- Por motivos de seguridad hay que colocar una toalla mojada debajo de la tabla para evitar deslizamientos.

## Tabla de enharinar
La tabla de madera puede usarse también enharinada para el amasado del pan.